# Anger Management (Fernsehserie)/Episodenliste

Logo zur Serie

Diese Episodenliste enthält alle Episoden der US-amerikanischen Comedyserie Anger Management, sortiert nach der US-amerikanischen Erstausstrahlung. Die Fernsehserie umfasst 2 Staffeln mit 100 Episoden.

## Übersicht
| Staffel | Episodenanzahl | Erstausstrahlung USA | Erstausstrahlung USA | Deutschsprachige Erstausstrahlung | Deutschsprachige Erstausstrahlung |
| Staffel | Episodenanzahl | Staffelpremiere      | Staffelfinale        | Staffelpremiere                   | Staffelfinale                     |
| ------- | -------------- | -------------------- | -------------------- | --------------------------------- | --------------------------------- |
| 1       | 10             | 28. Juni 2012        | 23. August 2012      | 1. September 2013                 | 28. September 2013                |
| 2       | 90             | 13. Januar 2013      | 22. Dezember 2014    | 5. Oktober 2013                   | 1. November 2015                  |

## Staffel 1
Die Erstausstrahlung der ersten Staffel war vom 28. Juni bis zum 23. August 2012 auf dem US-amerikanischen Kabelsender FX zu sehen. Die deutschsprachige Erstausstrahlung der ersten beiden Episoden sendete der österreichische Free-TV-Sender ATV am 1. September 2013. Die restlichen Episoden wurden vom Schweizer Sender 3+ vom 7. bis zum 28. September 2013 erstausgestrahlt.
| Nr. (ges.) | Nr. (St.) | Deutscher Titel           | Originaltitel                           | Erstausstrahlung USA | Deutschsprachige Erstausstrahlung (A/CH) | Regie        | Drehbuch       | Zuschauer (USA) |
| --- | --------- | ------------------------- | --------------------------------------- | -------------------- | ---------------------------------------- | ------------ | -------------- | --------------- |
| 1 | 1         | Unser Charlie             | Charlie Goes Back to Therapy            | 28. Juni 2012        | 1. Sep. 2013                             | Andy Cadiff  | Bruce Helford  | 5,47 Mio.       |
| Als Charlie den Freund seiner Ex-Frau nach einem Wutrückfall fast mit einer Lampe schlägt, beschließt er, wieder zur Therapie zu gehen. Leider hat er gerade Sex mit der einzigen Therapeutin seines Vertrauens: seiner besten Freundin Kate. Da die oberste Therapieregel darin besteht, keine sexuellen Beziehungen zu Patienten zu haben, muss Charlie zwischen seiner Liebe zum Sex und seinem Bedürfnis nach Hilfe wählen. |           |                           |                                         |                      |                                          |              |                |                 |
| 2 | 2         | Charlie und die neue Alte | Charlie and the Slumpbuster             | 28. Juni 2012        | 1. Sep. 2013                             | Gerry Cohen  | Kristy Grant   | 5,74 Mio.       |
| 3 | 3         | Charlie macht durch       | Charlie Tries Sleep Deprivation         | 5. Juli 2012         | 7. Sep. 2013                             | Bob Koherr   | Dave Kaplan    | 3,37 Mio.       |
| 4 | 4         | Charlie versus Kate       | Charlie and Kate Battle Over a Patient  | 12. Juli 2012        | 7. Sep. 2013                             | Andy Cadiff  | Bob Kushell    | 2,42 Mio.       |
| 5 | 5         | Charlie wills beweisen    | Charlie Tries to Prove Therapy is Legit | 19. Juli 2012        | 14. Sep. 2013                            | Rob Schiller | Daley Haggar   | 2,65 Mio.       |
| 6 | 6         | Charlie im Dilemma        | Charlie Dates Kate’s Patient            | 26. Juli 2012        | 14. Sep. 2013                            | Sam Simon    | Shauna McGarry | 2,41 Mio.       |
| 7 | 7         | Charlie sieht rot         | Charlie’s Patient Gets Out of Jail      | 2. Aug. 2012         | 21. Sep. 2013                            | Gerry Cohen  | Michael Loftus | 1,58 Mio.       |
| 8 | 8         | Charlie mittendrin        | Charlie Outs A Patient                  | 9. Aug. 2012         | 21. Sep. 2013                            | Rob Schiller | Brian Posehn   | 2,10 Mio.       |
| 9 | 9         | Charlies böser Vater      | Charlie’s Dad Visits                    | 16. Aug. 2012        | 28. Sep. 2013                            | Bob Koherr   | Daley Haggar   | 2,05 Mio.       |
| 10 | 10        | Charlie mag's romantisch  | Charlie Gets Romantic                   | 23. Aug. 2012        | 28. Sep. 2013                            | Bob Koherr   | Janae Bakken   | 1,98 Mio.       |

## Staffel 2
Die Erstausstrahlung der zweiten Staffel mit Ausnahme von zwei Episoden ist seit dem 17. Januar 2013 auf dem US-amerikanischen Kabelsender FX zu sehen. Die 21. und 23. Episoden wurden hingegen erstmals am 3. und 10. Juni 2013 bei Fox gezeigt. Die deutschsprachige Erstausstrahlung der ersten beiden Episoden sendete der Schweizer Free-TV-Sender 3+ am 5. und 12. Oktober 2013. Die Episoden 3 bis 13 wurden vom österreichischen Free-TV-Sender ATV vom 13. Oktober 2013 bis zum 27. Oktober 2013 erstausgestrahlt. Vom 13. September 2014 bis zum 8. Februar 2015 übernahm der Schweizer Free-TV-Sender 5+ die deutschsprachige Erstausstrahlung der Episoden 14 bis 38. Der Schweizer Free-TV-Sender 4+ begann am 14. Februar die deutschsprachige Erstausstrahlung mit der 39. Episode und wird die Episoden bis Folge 59 am 25. April 2015 erstausstrahlen. Die Episoden ab Episode 60 werden vom österreichischen Free-TV-Sender ATV ab dem 2. Mai 2015 erstausgestrahlt.
| Nr. (ges.) | Nr. (St.) | Deutscher Titel                                | Originaltitel                                                   | Erstausstrahlung USA | Deutschsprachige Erstausstrahlung (CH/A/D) | Regie                        | Drehbuch                                  | Zuschauer (USA) |
| ---------- | --------- | ---------------------------------------------- | --------------------------------------------------------------- | -------------------- | ------------------------------------------ | ---------------------------- | ----------------------------------------- | --------------- |
| 11         | 1         | Charlies liebste Schwester                     | Charlie Loses it at a Baby Shower                               | 17. Jan. 2013        | 5. Okt. 2013                               | Steve Zuckerman              | Michael Loftus                            | 1,82 Mio.       |
| 12         | 2         | Charlies Papa hat gesagt                       | Charlie’s Dad Starts to Lose It                                 | 17. Jan. 2013        | 12. Okt. 2013                              | Andy Cadiff                  | Clay Graham                               | 1,66 Mio.       |
| 13         | 3         | Charlie und die Ex                             | Charlie and the Ex–Patient                                      | 24. Jan. 2013        | 13. Okt. 2013                              | Gerry Cohen                  | Daley Haggar                              | 1,34 Mio.       |
| 14         | 4         | Charlies Vater macht Theater                   | Charlie’s Dad Breaks Bad                                        | 31. Jan. 2013        | 13. Okt. 2013                              | Bob Koherr                   | Eric Weinberg                             | 1,40 Mio.       |
| 15         | 5         | Charlie im Dreieck                             | Charlie & Jen Together Again                                    | 7. Feb. 2013         | 20. Okt. 2013                              | Gerry Cohen                  | Bob Kushell                               | 0,99 Mio.       |
| 16         | 6         | Charlie macht Laune                            | Charlie and Deception Therapy                                   | 14. Feb. 2013        | 20. Okt. 2013                              | Andy Cadiff                  | Eric Weinberg                             | 0,93 Mio.       |
| 17         | 7         | Charlie unter Druck                            | Charlie Dates a Teacher                                         | 21. Feb. 2013        | 20. Okt. 2013                              | Bob Koherr                   | Michael Loftus                            | 1,04 Mio.       |
| 18         | 8         | Charlie und der Promi                          | Charlie & Cee Lo                                                | 28. Feb. 2013        | 27. Okt. 2013                              | Gerry Cohen                  | Dan Dracht                                | 1,20 Mio.       |
| 19         | 9         | Charlie im Kreuzverhör                         | Charlie is an Expert Witness                                    | 7. März 2013         | 27. Okt. 2013                              | Gerry Cohen                  | Dan Dracht                                | 1,27 Mio.       |
| 20         | 10        | Oh Gott, Charlie!                              | Charlie & Catholicism                                           | 14. März 2013        | 20. Okt. 2013                              | Steve Zuckerman              | Dave Kaplan                               | 0,85 Mio.       |
| 21         | 11        | Charlie macht wütend                           | Charlie Dates Crazy, Sexy, Angry                                | 4. Apr. 2013         | 27. Okt. 2013                              | Andy Cadiff                  | Kristy Grant                              | 1,02 Mio.       |
| 22         | 12        | Charlie trifft Lindsay Lohan                   | Charlie Gets Lindsay Lohan in Trouble                           | 11. Apr. 2013        | 27. Okt. 2013                              | Bob Koherr                   | Clay Graham                               | 1,25 Mio.       |
| 23         | 13        | Charlie und die lieben Nachbarn                | Charlie and Lacey Piss Off the Neighborhood                     | 18. Apr. 2013        | 27. Okt. 2013                              | Bob Koherr                   | Daley Haggar                              | 1,30 Mio.       |
| 24         | 14        | Charlie reitet drauf rum                       | Charlie and Kate Horse Around                                   | 18. Apr. 2013        | 13. Sep. 2014                              | Bob Koherr                   | Shauna McGarry                            | 1,14 Mio.       |
| 25         | 15        | Charlie hat’s nur gut gemeint                  | Charlie’s Patients Hook Up                                      | 25. Apr. 2013        | 13. Sep. 2014                              | Gerry Cohen                  | Renée Estevez                             | 0,68 Mio.       |
| 26         | 16        | Charlies Lauschangriff                         | Charlie and Kate’s Dirty Pictures                               | 2. Mai 2013          | 20. Sep. 2014                              | Bob Koherr                   | Rob Ulin                                  | 0,95 Mio.       |
| 27         | 17        | Coach Charlie                                  | Charlie Lets Kate Take Charge                                   | 9. Mai 2013          | 20. Sep. 2014                              | Gerry Cohen                  | Dave Caplan                               | 1,13 Mio.       |
| 28         | 18        | Charlie kann’s noch besser                     | Charlie and the Break-Up Coach                                  | 16. Mai 2013         | 27. Sep. 2014                              | Gerry Cohen                  | Ray James                                 | 0,64 Mio.       |
| 29         | 19        | Charlie wird verkuppelt                        | Charlie, Kate and Jen Get Romantic                              | 23. Mai 2013         | 27. Sep. 2014                              | Andy Cadiff                  | Bob Kushell                               | 0,78 Mio.       |
| 30         | 20        | Charlie macht Schluss                          | Charlie Breaks Up With Kate                                     | 30. Mai 2013         | 4. Okt. 2014                               | Bob Koherr                   | Eric Weinberg                             | 1,02 Mio.       |
| 31         | 21        | Charlie muss in Therapie                       | Charlie & His New Therapist                                     | 3. Juni 2013         | 18. Okt. 2014                              | Gerry Cohen                  | Renée Estevez                             | 1,65 Mio.       |
| 32         | 22        | Charlie wird entschärft                        | Charlie and Kate Start a Sex Study                              | 6. Juni 2013         | 4. Okt. 2014                               | Gerry Cohen                  | Ray James                                 | 1,11 Mio.       |
| 33         | 23        | Schlag den Charlie                             | Charlie & the Secret Gigolo                                     | 10. Juni 2013        | 25. Okt. 2014                              | Gerry Cohen                  | Renée Estevez                             | 1,71 Mio.       |
| 34         | 24        | Charlie will bloß spielen                      | Charlie and His New Friend With Benefits                        | 13. Juni 2013        | 11. Okt. 2014                              | Kevin Sullivan               | Bob Kushell                               | 0,78 Mio.       |
| 35         | 25        | Charlie hängt fest                             | Charlie and the Airport Sext                                    | 20. Juni 2013        | 11. Okt. 2014                              | Gerry Cohen                  | Shauna McGarry                            | 0,92 Mio.       |
| 36         | 26        | Charlie und das IT-Girl                        | Charlie and the Hot Nerd                                        | 27. Juni 2013        | 18. Okt. 2014                              | Gerry Cohen                  | Daley Haggar                              | 1,21 Mio.       |
| 37         | 27        | Charlie schläft gefährlich                     | Charlie Dates a Serial Killer’s Sister                          | 11. Juli 2013        | 25. Okt. 2014                              | Gerry Cohen                  | Michael Loftus                            | 1,09 Mio.       |
| 38         | 28        | Charlie deckt auf                              | Charlie and the Cheating Patient                                | 18. Juli 2013        | 1. Nov. 2014                               | Bob Koherr                   | Kristy Grant                              | 0,87 Mio.       |
| 39         | 29        | Charlie und der Bleifuß                        | Charlie and the Hit and Run                                     | 25. Juli 2013        | 1. Nov. 2014                               | Gerry Cohen                  | Rob Ulin                                  | 0,84 Mio.       |
| 40         | 30        | Charlie und die Jungfrau                       | Charlie and the Virgin                                          | 1. Aug. 2013         | 8. Nov. 2014                               | Bob Koherr                   | Shauna McGarry                            | 0,98 Mio.       |
| 41         | 31        | Charlie und das Killerspiel                    | Charlie Kills His Ex’s Sex Life                                 | 8. Aug. 2013         | 8. Nov. 2014                               | Gerry Cohen                  | Kristy Grant                              | 0,85 Mio.       |
| 42         | 32        | Charlie hinter Gittern                         | Charlie and the Prison Riot                                     | 15. Aug. 2013        | 15. Nov. 2014                              | Gerry Cohen                  | Clay Graham                               | 1,10 Mio.       |
| 43         | 33        | Charlie macht's für Geld                       | Charlie and Kate Do It For Money                                | 5. Sep. 2013         | 15. Nov. 2014                              | Bob Koherr                   | Dave Caplan                               | 0,80 Mio.       |
| 44         | 34        | Charlie wird im Stich gelassen                 | Charlie and the Sting                                           | 12. Sep. 2013        | 22. Nov. 2014                              | Gerry Cohen                  | Daniel Dracht                             | 0,75 Mio.       |
| 45         | 35        | Charlie lässt die Puppen tanzen                | Charlie Gets the Party Started                                  | 19. Sep. 2013        | 22. Nov. 2014                              | Gerry Cohen                  | Daley Haggar                              | 0,84 Mio.       |
| 46         | 36        | Charlie lernt dazu                             | Charlie and the Grad Student                                    | 26. Sep. 2013        | 29. Nov. 2014                              | Bob Koherr                   | Clay Graham                               | —               |
| 47         | 37        | Charlie und Frau Doktor                        | Charlie’s New Sex Study Partner                                 | 3. Okt. 2013         | 8. Feb. 2015                               | Bob Koherr                   | Dave Caplan, Bruce Helford & Bob Kushell  | 0,66 Mio.       |
| 48         | 38        | Charlie und Frau Doktors Freundin              | Charlie and the Sex Addict                                      | 10. Okt. 2013        | 8. Feb. 2015                               | Steve Zuckerman              | Bob Kushell                               | 0,68 Mio.       |
| 49         | 39        | Charlie und das leichte Mädchen                | Charlie and the Hooker                                          | 24. Okt. 2013        | 14. Feb. 2015                              | Steve Zuckerman              | Corinne Stikeman                          | 0,62 Mio.       |
| 50         | 40        | Charlie und die armen Seelen                   | Charlie and the Devil                                           | 31. Okt. 2013        | 14. Feb. 2015                              | Gerry Cohen                  | Daley Haggar                              | 0,69 Mio.       |
| 51         | 41        | Charlie macht's auf Ex                         | Charlie and Sean and the Battle of the Exes                     | 7. Nov. 2013         | 21. Feb. 2015                              | Shelley Jensen               | Andy Roth                                 | 0,75 Mio.       |
| 52         | 42        | Charlie und der falsche Mann                   | Charlie Helps Lacey Stay Rich                                   | 14. Nov. 2013        | 21. Feb. 2015                              | Gerry Cohen                  | Rob Ulin                                  | 0,82 Mio.       |
| 53         | 43        | Charlie kann jetzt länger                      | Charlie Loses His Virginity Again                               | 21. Nov. 2013        | 28. Feb. 2015                              | Steve Zuckerman              | Daniel Dracht                             | 0,68 Mio.       |
| 54         | 44        | Charlie im Dienste der Wissenschaft            | Charlie Does It for Science                                     | 5. Dez. 2013         | 28. Feb. 2015                              | Bob Koherr                   | Michael Loftus                            | 0,65 Mio.       |
| 55         | 45        | Charlie hat 'nen Klotz am Bein                 | Charlie and Lacey Shack Up                                      | 12. Dez. 2013        | 7. März 2015                               | Bob Koherr                   | Daley Haggar                              | 0,91 Mio.       |
| 56         | 46        | Charlie rettet Weihnachten                     | Charlie and the Christmas Hooker                                | 19. Dez. 2013        | 7. März 2015                               | Bob Koherr                   | Shauna McGarry                            | 0,94 Mio.       |
| 57         | 47        | Charlies Bankenkrise                           | Charlie and the Pajama Intervention                             | 23. Jan. 2014        | 14. März 2015                              | Bob Koherr                   | Dave Caplan                               | 1,08 Mio.       |
| 58         | 48        | Charlie und der Serienkiller                   | Charlie Sets Jordan Up with a Serial Killer                     | 30. Jan. 2014        | 14. März 2015                              | Bob Koherr                   | Rob Ulin                                  | 0,75 Mio.       |
| 59         | 49        | Charlie und die scharfe Schwester              | Charlie and the Twins                                           | 6. Feb. 2014         | 21. März 2015                              | Bob Koherr                   | Clay Graham                               | 0,73 Mio.       |
| 60         | 50        | Charlie liegt daneben                          | Charlie and Sean Fight Over a Girl                              | 27. Feb. 2014        | 21. März 2015                              | Bob Koherr                   | Kristy Grant                              | 0,72 Mio.       |
| 61         | 51        | Charlie heiligt alle Mittel                    | Charlie and the Last Temptation of Eugenio                      | 6. März 2014         | 28. März 2015                              | Bob Koherr                   | Bob Kushell                               | 1,04 Mio.       |
| 62         | 52        | Charlie kommt in Frieden                       | Charlie and the Hot Latina                                      | 13. März 2014        | 28. März 2015                              | Bob Koherr                   | Eric Weinberg                             | 0,74 Mio.       |
| 63         | 53        | Charlie bewährt sich                           | Charlie and His Probation Officer’s Daughter                    | 20. März 2014        | 4. Apr. 2015                               | Shelley Jensen               | Kimberly Altimirano                       | 0,88 Mio.       |
| 64         | 54        | Charlie greift nach den Sternen                | Charlie Gets Date Rated                                         | 27. März 2014        | 4. Apr. 2015                               | Steve Zuckerman              | Dave Caplan                               | 0,67 Mio.       |
| 65         | 55        | Charlie und Jordan im Gefängnis                | Charlie and Jordan Go to Prison                                 | 3. Apr. 2014         | 11. Apr. 2015                              | Bob Koherr                   | Shauna McGarry                            | 0,66 Mio.       |
| 66         | 56        | Charlie und die zugeknöpfte Hure               | Charlie and the Re-Virginized Hooker                            | 10. Apr. 2014        | 11. Apr. 2015                              | Bob Koherr                   | Michael Loftus                            | 0,70 Mio.       |
| 67         | 57        | Charlie will alles vertuschen                  | Charlie Catches Jordan in the Act                               | 17. Apr. 2014        | 18. Apr. 2015                              | Bob Koherr                   | Kristy Grant                              | 0,75 Mio.       |
| 68         | 58        | Charlies Nacht mit Lacey                       | Charlie Spends the Night with Lacey                             | 24. Apr. 2014        | 18. Apr. 2015                              | Bob Koherr                   | Eric Weinberg                             | —               |
| 69         | 59        | Charlie macht Geschenke                        | Charlie Screws a Prisoner’s Girlfriend                          | 1. Mai 2014          | 5. Apr. 2015                               | Steve Zuckerman              | Bob Kushell                               | 0,56 Mio.       |
| 70         | 60        | Charlie in Polizeigewalt                       | Charlie Cops a Feel                                             | 8. Mai 2014          | 2. Mai 2015                                | Steve Zuckerman              | Dave Caplan                               | 0,65 Mio.       |
| 71         | 61        | Charlie und der gefährliche Klempner           | Charlie, Lacey and the Dangerous Plumber                        | 15. Mai 2014         | 9. Mai 2015                                | Steve Zuckerman              | Daniel Dratch                             | 0,72 Mio.       |
| 72         | 62        | Charlie und die lieben Eltern                  | Charlie and the Mother of All Sessions                          | 29. Mai 2014         | 16. Mai 2015                               | Bob Koherr                   | Dave Caplan                               | 0,50 Mio.       |
| 73         | 63        | Charlie im Dienste der Kunst                   | Charlie and Sean’s Twisted Sister                               | 4. Aug. 2014         | 23. Mai 2015                               | Bob Koherr                   | Michael Loftus                            | —               |
| 74         | 64        | Charlie und der Dreier                         | Charlie Has a Threesome                                         | 4. Aug. 2014         | 30. Mai 2015                               | Bob Koherr                   | Daley Haggar                              | —               |
| 75         | 65        | Charlie packt das schlechte Gewissen           | Charlie and the Lap Dance of Doom                               | 11. Aug. 2014        | 6. Juni 2015                               | Bob Koherr                   | Eric Weinberg                             | —               |
| 76         | 66        | Charlie und der Unwillige                      | Charlie Tests His Will Power                                    | 11. Aug. 2014        | 13. Juni 2015                              | Bob Koherr                   | Bob Kushell                               | —               |
| 77         | 67        | Charlie treibt die Geister aus                 | Charlie and the Psychic Therapist                               | 18. Aug. 2014        | 20. Juni 2015                              | Bob Koherr                   | Kristy Grant                              | —               |
| 78         | 68        | Charlie redet sich um Kopf und Kragen          | Charlie Gets Between Sean and Jordan                            | 18. Aug. 2014        | 27. Juni 2015                              | Bob Koherr                   | Dave Caplan                               | —               |
| 79         | 69        | Charlie verbrennt sich die Finger              | Charlie Does Times With the Hot Warden                          | 25. Aug. 2014        | 4. Juli 2015                               | Bob Koherr                   | Shauna McGarry                            | —               |
| 80         | 70        | Charlie und das schmutzige Geheimnis           | Charlie & The Warden’s Dirty Secret                             | 25. Aug. 2014        | 11. Juli 2015                              | Bob Koherr                   | Renée Estevez                             | —               |
| 81         | 71        | Charlie bringt den Müll raus                   | Charlie Gets Trashed                                            | 1. Sep. 2014         | 18. Juli 2015                              | Bob Koherr & Steve Zuckerman | Renée Estevez                             | —               |
| 82         | 72        | Charlie auf dem Pulverfass                     | Charlie and the Temper of Doom                                  | 1. Sep. 2014         | 25. Juli 2015                              | Bob Koherr                   | Bob Kushell                               | —               |
| 83         | 73        | Charlie und die schöne Schnüfflerin            | Charlie and the Case of the Curious Hottie                      | 8. Sep. 2014         | 1. Aug. 2015                               | Bob Koherr                   | Dave Caplan                               | —               |
| 84         | 74        | Charlie bleibt (sich) treu                     | Charlie Pledges a Sorority Sister                               | 8. Sep. 2014         | 8. Aug. 2015                               | Bob Koherr                   | Andy Roth & Corinne Stikeman              | —               |
| 85         | 75        | Charlie hat 24 Stunden                         | Charlie Plays Hide and Go Cheat                                 | 3. Nov. 2014         | 15. Aug. 2015                              | Bob Koherr                   | Dave Caplan                               | —               |
| 86         | 76        | Charlie wird gehackt                           | Charlie & the Revenge of the Hot Nerd                           | 3. Nov. 2014         | 22. Aug. 2015                              | Bob Koherr                   | Bob Kushell                               | —               |
| 87         | 77        | Charlie und die Geister, die er rief           | Charlie and the Curse of the Flying Fist                        | 10. Nov. 2014        | 29. Aug. 2015                              | Bob Koherr                   | Daniel Dratch                             | —               |
| 88         | 78        | Herbergsvater Charlie                          | Charlie and the Houseful of Hookers                             | 10. Nov. 2014        | 5. Sep. 2015                               | Steve Zuckerman              | Dave Caplan                               | —               |
| 89         | 79        | Charlie und Patricks Trip                      | Charlie Gets Patrick High                                       | 17. Nov. 2014        | 12. Sep. 2015                              | Bob Koherr                   | Eric Weinberg                             | —               |
| 90         | 80        | Charlie, der Pleitegeier                       | Charlie and Lacey Go For Broke                                  | 17. Nov. 2014        | 19. Sep. 2015                              | Bob Koherr                   | Kimberly Altamirano                       | —               |
| 91         | 81        | Charlies schlimmstes Thanksgiving aller Zeiten | Charlie & the Terrible, Horrible, No Good Very Bad Thanksgiving | 24. Nov. 2014        | 26. Sep. 2015                              | Bob Koherr                   | Michael Loftus                            | —               |
| 92         | 82        | Charlie läutet die Glocken in Las Vegas        | Charlie Rolls the Dice in Vegas                                 | 24. Nov. 2014        | 3. Okt. 2015                               | Bob Koherr                   | Ron Rappaport                             | —               |
| 93         | 83        | Charlie treibt's gefährlich                    | Charlie & the Return of the Danger Girl                         | 1. Dez. 2014         | 10. Okt. 2015                              | Bob Koherr                   | Kristy Grant                              | —               |
| 94         | 84        | Charlie wittert das große Geld                 | Charlie Gets in Bed With Jordan’s Ex                            | 1. Dez. 2014         | 17. Okt. 2015                              | Bob Koherr                   | Dave Caplan                               | —               |
| 95         | 85        | Charlie im Land der Träume                     | Charlie’s Living the Dream                                      | 8. Dez. 2014         | 24. Okt. 2015                              | Bob Koherr                   | Bruce Helford                             | —               |
| 96         | 86        | Wer ist hier der Dumme, Charlie?               | Charlie Meets his Match                                         | 8. Dez. 2014         | 31. Okt. 2015                              | Bob Koherr                   | Bob Kushell                               | —               |
| 97         | 87        | Charlie, der Paartherapeut                     | Charlie and The Epic Relationship Fail                          | 15. Dez. 2014        | 1. Nov. 2015                               | Bob Koherr                   | Andrew Roth & Corinne Stikeman            | —               |
| 98         | 88        | Teufelsaustreiber Charlie                      | Charlie Gets Tied Up with A Catholic Girl                       | 15. Dez. 2014        | 1. Nov. 2015                               | Bob Koherr                   | Bob Kushell                               | —               |
| 99         | 89        | Charlie in der Minderheit                      | Charlie and the Sexy Swing Vote                                 | 22. Dez. 2014        | 1. Nov. 2015                               | Bob Koherr                   | Dave Caplan                               | —               |
| 100        | 90        | Charlie bleibt Charlie                         | Charlie & The 100th Episode                                     | 22. Dez. 2014        | 1. Nov. 2015                               | Bob Koherr                   | Bruce Helford & Dave Caplan & Bob Kushell | —               |